# Epínomis
Epínomis (grec: Ἐπινομίς) és un diàleg socràtic en l'estil de Plató i, tradicionalment, comprès entre les seves obres. Avui en dia és àmpliament considerat com a espuri (no autèntic) pel seu contingut i perquè ja algunes fonts antigues l'atribueixen a Filip d'Opus.

## Títol
El títol Epínomis designa l'obra com un apèndix de les Les lleis (el títol en grec és Nomoi). Les nostres fonts també hi fan referència com el llibre tretze de Les lleis (encara que això pressuposa la divisió d'aquest diàleg en dotze llibres, que "no és probablement anterior a l'edat hel·lenística"), així com amb els títols Consell Nocturn (perquè es refereix a l'educació superior d'aquest Consell, més enllà del descrit en Les lleis, amb matemàtiques astronòmiques) i Filòsof (probablement perquè els membres del Consell Nocturn són "la contrapartida dels guardians de La república, en què es diu que són els veritables filòsofs").

## Dramatis personae
Les persones que participen en el diàleg són els mateixos que en Les lleis: Clínies de Creta, Megillus d'Esparta, i un atenenc estranger.

## Qüestió d'autenticitat
L'Epinomis forma part del cànon tradicional de les obres de Plató (per exemple, s'inclou en la novena i última de les Tetralogies de Tràsil. Ja en l'antiguitat, però, Diògenes Laerci i les fonts utilitzades per Suïda atribueix l'obra a Filip d'Opus.
L'autenticitat d'Epinomis també ha estat qüestionada sobre els motius del seu contingut filosòfic. Leonardo Taran, mentre troba paral·lelismes per a molts dels elements suposadament no platònics de l'estil del diàleg, la va declarar falsa sobre la base de (en paraules d'un expert simpàtic) "el terreny molt més ferm de la incomprensió o la contradicció de la doctrina platònica, com la col·locació de l'astronomia per sobre de la dialèctica com l'objecte suprem d'estudi, el rebuig de la teoria de les idees, la introducció d'un cinquè element, l'èter, entre el foc i l'aire, i l'elaborada teoria dels dimonis que habiten en els tres elements del medi." Werner Jaeger ha detectat la influència de l'obra d'Aristòtil Sobre la filosofia (una obra perduda que creu que va ser publicada poc abans dels Epínomis el 348/347 aC) en gran part de l’Epínomis, inclosa la idea del "cinquè cadàver".
L'anàlisi estilomètrica de Gerard Ledger sobre les obres de Plató admet l'autenticitat d'Epinomis, trobant similituds significatives entre aquest diàleg i Les lleis, Fileb, El sofista, i Timeu (així com la Setena carta). Thesleff Holger, que sospita que Plató havia col·laborat amb joves per escriure moltes de les obres atribuïdes a ell, considerant l'estil estretament relacionat de Les lleis i Epínomis, conclou que semblen ser l'estil d'un secretari.